# MISD
|                 | Instrucció Simple | Múltiples Instruccions |
| --------------- | ----------------- | ---------------------- |
| Dada Simple     | SISD              | MISD                   |
| Múltiples Dades | SIMD              | MIMD                   |
| Aquesta caixa:  |                   |                        |

En Informàtica, MISD (Multiple Instruction, Single Data) és un tipus d'arquitectura de computació distribuïda on diverses unitats funcionals realitzen diferents operacions sobre les mateixes dades. Arquitectures segmentades pertanyen a aquest tipus, encara que un purista podria dir que les dades són diferents després de la transformació per cadascuna de les etapes en el pipeline. Poden ser considerades que pertanyen a aquest tipus els ordinadors tolerants a errades que executen les mateixes instruccions redundants en ordre de detectar i emmascarar errades, en una forma coneguda com a replicació de tasques. No existeixen molts exemples d'aquesta arquitectura, com MIMD i SIMD sovint són més apropiats per a les tècniques de dades paral·leles comuns. En concret, permeten l'ampliació i una millora de la utilització de recursos computacionals que no MISD.
Alguns sostenen que una systolic array és un exemple d'estructura MISD.